# Чиголе
Чѝголе (на италиански: Cigole, на източноломбардски: Sigole, Сиголе) е село и община в Северна Италия, провинция Бреша, регион Ломбардия. Разположено е на 57 m надморска височина. Населението на общината е 1590 души (към 2013 г.).